# Союз армян Украины
Общественная организация «Союз армян Украины» — всеукраинская общественная организация, которая объединяет все
действующие на Украине армянские организации. Учредительная конференция Союза армян Украины состоялась 1 июля 2001 года в Харькове.
Цель Союза армян Украины — интеграция армян в украинское общество и их консолидация для сохранения национальной идентичности, восстановление и сохранение историко-культурных ценностей.

## Деятельность Союза армян Украины
Деятельность Союза армян Украины включает культурную, спортивную и просветительскую. Под эгидой Союза армян Украины проводятся круглые столы и конференции, выездные заседания и фестивали, открываются и работают воскресные школы, регулярно организовываются детско-юношеские лагеря. Большое внимание в деятельности организации уделяется реализации программ по сохранению языка и культурных традиций. В Союзе армян Украины разработана программа по изучению армянского языка в учебных заведениях, открываются армянские классы и воскресные школы.
Союз уделяет внимание инициативам, направленным на улучшение качества жизни армян на Украине, и помощи социально незащищенным членам общины. Часть работы в этом направлении — помощь детским домам и больницам, посещение ветеранов Великой Отечественной войны, также другие благотворительные проекты. Союз армян Украины помогает детским домам, где есть воспитанники-армяне.
В связи с социально-политической ситуацией в стране Союз принимает меры для оказания необходимой гуманитарной помощи нуждающимся в Донецкой и Луганской областях. В 2012 году Союз армян Украины открыл горячую линию..
С 17 февраля 2012 Союза армян Украины запустил новый информационный портал
В 2013 году Союзом армян Украины инициирован выпуск удостоверений для членов организации. Владельцы именных пластиковых карт могут пользоваться скидками партнеров сети, которые предлагают свои услуги и товары.
Союз проводит активную работу по популяризации армянского историко-культурного наследия. Во многих городах Украины проводятся тематические мероприятия, лекции для представителей Союза армянской молодежи и украинских студентов посвященные истории и культуре Армении.
В 2014 году была принята программа по формированию армянского книжного фонда Союза армян Украины. Были закуплены и переданы в библиотеки во всех областях Украины книги об истории и культуре армян Украины.
При Союзе армян Украины был создан Спортивный комитет, основными направлениями которого выступают: инициирование и проведение масштабных спортивных мероприятий Союза армян Украины; открытие и поддержка спортивных секций во всех регионах Украины; привлечение известных спортсменов для сотрудничества. Первые результаты работы Спортивного комитета не заставили себя ждать — в Киеве были открыты секция по греко-римской борьбе и шахматный класс.
Воспитанники спортивной школы Союза армян Украины занимают призовые места на всеукраинских юношеских соревнованиях.
29 — 30 сентября[уточнить] в Киеве во Дворце Спорта прошел Международный турнир по вольной борьбе на Кубок Союза армян Украины. В турнире приняли участие спортивные команды почти из двадцати стран мира.
Внимание уделяется строительству церквей на территории Украины. 10 ноября 2012 года при поддержке Союза состоялось торжественное открытие церкви в Николаеве. Проделан ощутимый объём работы по строительству армянского кафедрального собора в Киеве, на участке, выделенном властями города.
Инициирован возврат в религиозную общину Евпаторийской церкви Монастырского комплекса Сурб Хач, Феодосийской церкви, церкви в городе Черновцы, церкви в городе Бережаны Тернопольской области, церкви в Белгород-Днестровском Одесской области.
Союз уделяет особое внимание вопросу геноцида армян.
Подготовка к 100-летию Геноцида армян стала приоритетной в деятельности Союза армян Украины в 2014—2015 годах. Создан специальный комитет по проведению мероприятий посвященных 100-летию Геноцида армян в Османской империи. Состоялась презентация нового сайта о Геноциде армян — социального и научного проекта, призванного рассказать общественности о событиях 1915—1923 годов в Османской империи. Во многих городах Украины проводились тематические кинопоказы, выставки и экспозиции, лекции и конференции, инициировано установление памятников (Хачкаров) жертвам геноцида. В день 100-летия Геноцида армян, 24 апреля, в большинстве областных центров Украины в армянский церквях и часовнях прошли литургии и службы, почтившие память жертв Геноцида.
С 2013 года Союза армян Украины активно работает в сфере сотрудничества с международными организациями.
Организация получила аккредитацию в Европейском парламенте.
В сентябре 2014 года делегация Союза армян Украины приняла участие в работе Пятого Всеармянского форума и провела ряд двусторонних встреч с организациями Республики Армения и зарубежья.

### Заседания и собрания
2011 год
- 21 ноября 2011 года — заседание правления Союза Армян Украины. Прошли выборы главы Союза армян Украины
- 16 декабря 2011 года — прошла ежегодная конференция Ассоциации общественных организаций «Союз армян Украины»

2012 год
- 3 февраля 2012 года — в Киеве состоялось совместное заседание Всеукраинской ассоциации общественных организаций «Союз армян Украины» и Киевской армянской общины
- 22 февраля 2012 года — в Одессе состоялось совместное заседание Всеукраинской ассоциации общественных организаций «Союз армян Украины» и Одесской армянской общины
- 1 марта 2012 года — в Киеве состоялся съезд Союза армянской молодежи Украины (САМУ), а также прошли выборы председателя САМУ
- 2 марта 2012 года — в Ужгороде состоялась конференция Всеукраинской ассоциации общественных организаций «Союз армян Украины»
- 27 марта 2012 года — в Харькове состоялось совместное заседание Всеукраинской ассоциации общественных организаций «Союз армян Украины» и Харьковской армянской общины
- 31 марта 2012 года — в Киеве состоялось заседание Правления Союза армянской молодёжи Украины
- 25 мая 2012 года — в Донецке состоялась конференция Всеукраинской ассоциации общественных организаций «Союз армян Украины»[22].
- 17 августа 2012 года — во Львове состоялась конференция Всеукраинской ассоциации общественных организаций «Союз армян Украины»
- 1 сентября 2012 года — в Виннице состоялось выездное заседание Всеукраинской ассоциации общественных организаций «Союз армян Украины»
- 18 сентября 2012 года — в Сумах состоялось выездное заседание Всеукраинской ассоциации общественных организаций «Союз армян Украины»
- 17 октября 2012 года — в Николаеве состоялось выездное заседание Всеукраинской ассоциации общественных организаций «Союз армян Украины»
- 4 декабря 2012 года — в Луганске состоялось выездное заседание Всеукраинской ассоциации общественных организаций «Союз армян Украины»
- 14 декабря 2012 года — в Киеве состоялась ежегодная конференция Всеукраинской ассоциации общественных организаций «Союз армян Украины»

2013 год
- 4 марта 2013 года — в Черкассах состоялось совместное заседание Общественной организации «Союз армян Украины» и Черкасской областной армянской общины «Арарат»
- 29 марта 2013 года — в Крыму состоялась конференция Общественной организации «Союз армян Украины»
- 25 июня 2013 года — в Житомире состоялось выездное заседание Общественной организации «Союз армян Украины»
- 12 июля 2013 года — в Запорожье состоялась конференция Общественной организации «Союз армян Украины»
- 18 октября 2013 года — в Черновцах состоялась квартальная конференция Общественной организации «Союз армян Украины»
- 25 декабря 2013 года — в Киеве состоялась ежегодная итоговая конференция Общественной организации «Союз армян Украины»

2014 год
- 27 января 2014 года — по факту гибели Сергея Нигояна, в Киеве Союз армян Украины провел внеочередное собрание всех глав армянских общин Украины, на котором было принято совместное заявление, подписанное всеми присутствующими руководителями региональных организаций.
- 8 февраля 2014 года — в Харькове состоялся внеочередной съезд Союза армянской молодежи Украины.
- 28 марта 2014 года — в Одессе состоялась квартальная конференция Общественной организации «Союз армян Украины»
- 27-28 июня 2014 года — в Каменце-Подольском состоялась конференция Общественной организации «Союз армян Украины»
- 26-27 сентября 2014 года — в Бережанах прошла Международная научно-практическая конференция «Армяне в социокультурной эволюции украинских земель» организованной Союзом Армян Украины и Министерством культуры Украины
- 25 декабря 2014 года — в Киеве состоялась итоговая конференция Общественной организации «Союз армян Украины»

2015 год
- 5 марта 2015 года — в Полтаве состоялась квартальная конференция Общественной организации «Союз армян Украины»
- 3 июля 2015 года — в Херсоне состоялась квартальная конференция Общественной организации «Союз армян Украины»
- 27 ноября 2015 года — в Киеве состоялась итоговая конференция Общественной организации «Союз армян Украины»

## Комитеты Союза армян Украины
- Союз армянской молодежи Украины
- Спортивный комитет Союза армян Украины
- Комитет по образованию Союза армян Украины
- Историко-культурный комитет Союза армян Украины
- Женский комитет Союза армян Украины

## Состав Союза армян Украины
- Областная общественная организация «Армянская диаспора Винничины»
- Днепропетровское областное общество армянской культуры им. Григора Лусаворича
- Донецкая областная община армян
- Житомирская областная община армян «Эребуни»
- Союз армян Украины Запорожской области
- Киевская армянская община
- Союз армян Украины Кировоградской области
- Криворожская армянская община им. Григора Лусаворича
- Львовская армянская культурная община «Ахпюр»
- Союз армян Украины Николаевской области
- Полтавская областная армянская общественная организация «УРАРТУ»
- Ровенская областная армянская община «Наири»
- Сумская областная организация армянской культуры «Арцах»
- Тернопольская армянская община
- Общество армянской культуры Закарпатья «Арарат»
- Харьковская областная общественная организация «Армянская национальная городская община»
- Союз армян Украины Херсонской области
- Хмельницкий областной союз армянской национальной культуры «Арарат»
- Черниговская армянская община
- Черновицкое областное Армянское национально культурное общество «Аревик»